# 미처급 선도구축함

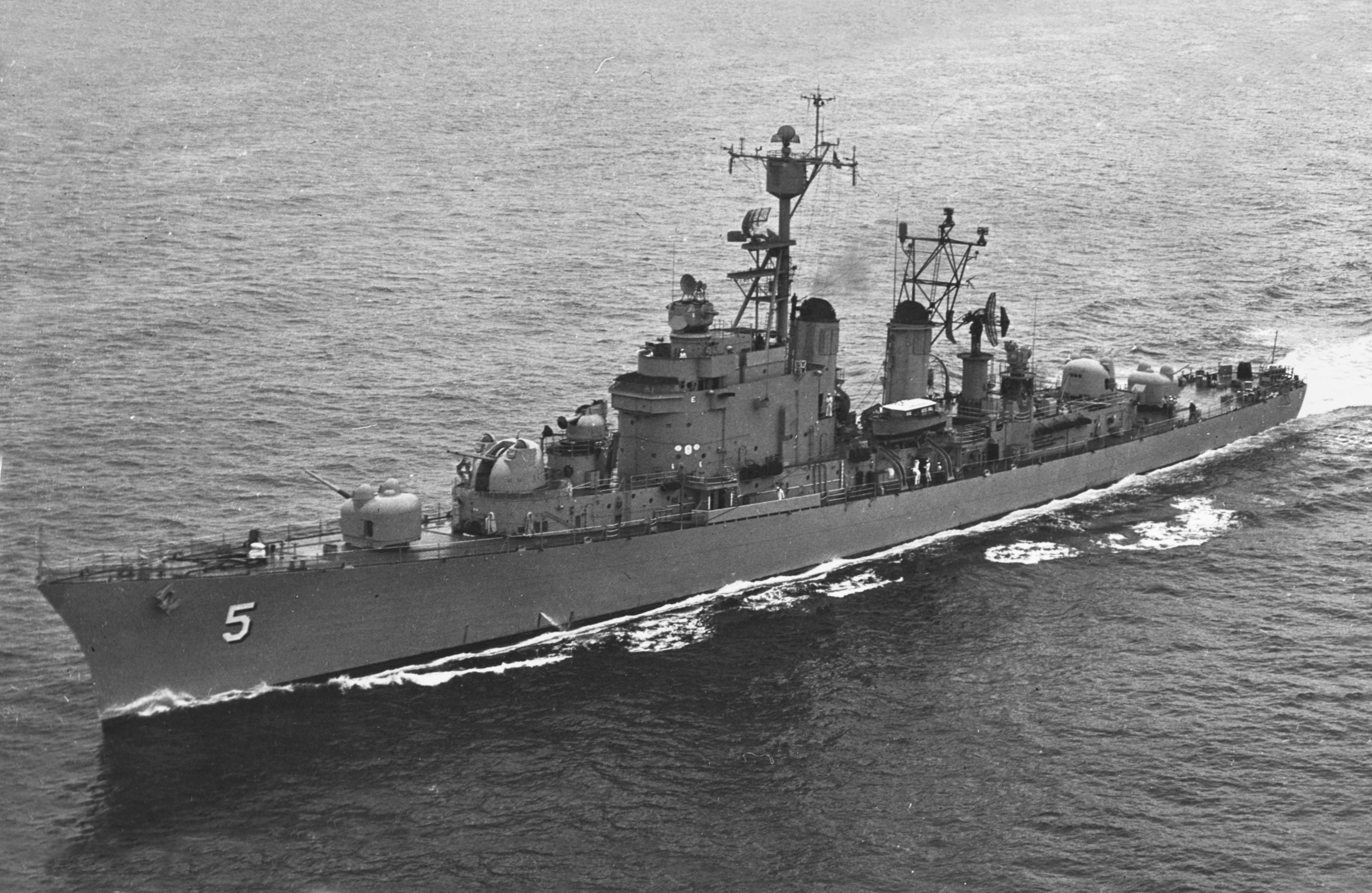

미처급 선도구축함은 제2차세계대전 종전 후 두 번째로 건조된 선도구축함이다.
'대형 구축함'에 대한 논란은 1942년 기획이 시작된 미처급의 개발로 이어졌으나 1949년~1950년이 돼서야 DD-927~930 4척이 진수되었다. 4척 모두 태평양전쟁에서 활약했으며 1945년~1947년 사이에 사망한 제독들의 이름을 따서 함명이 명명됐으며, 배스 조선소에서는 미처와 존.S.맥케인, 베들레헴 퀸시 조선소에서는 윌리스.A.리와 윌킨슨이 건조됐다. 1951년 DL-2~DL-5로 재지정되었으며 1953년~1954년 사이에 취역했다.
이 프리깃의 애초 건조 목적은 고속 항공모함 기동함대 호위함이었다. 노포크급 선도구축함보다는 15.2m가량 짧았지만 2250톤급인 기어링급보다는 30.5m가량 길었으며, 이는 항진중인 기동함대를 수중/공중의 위협으로부터 보호하기 위한 진형을 유지하는 데 충분할 정도로 대형이었다. 신형의 950도-1200psi(1200lb/inch2) 보일러를 장착했으며, 4척 모두 센서와 무장 시험함으로 사용됐다.
베들레헴 조선소에서 건조된 두 척의 함정은 미해군 최초의 바우 소나를 장착하는 개조를 받았다. 그러나 이 새롭고 복잡한 공학 도구는 안정하지 못한 것으로 판명됐으며, 두 척은 고작 15년의 함생을 마치고 1969년 퇴역하고 말았다.
배스 조선소의 두 척은 미사일 발사기를 장착하는 개조를 받은 후 1968년~1969년 DDG-35와 DDG-36으로 재지정되었다. 이 함정들은 보일러를 새로 장착한 후1978년까지 현역에 머물렀다.

## 함 목록
- DL-2/DDG-35 USS 미처
- DL-3/DDG-36 USS 존.S.맥케인
- DL-4 USS 윌리스.A.리
- DL-5 USS 윌킨슨

## 제원
일반 제원
- 만재배수량: 4,932톤
- 길이×폭×흘수: 149.3m×14.4m×4.4m
- 추진: 증기터빈, 80,000 축마력
- 속력: 36.5노트
- 승조원: 장교 28명, 부사관 이하 345명
- 탑재항공기: 없음

무장
- 5인치/54구경 속사포 2문 (단장 2문)
- 3인치/50구경 함포 4문 (2연장 2문)
- 20mm 기관포 8문 (4연장 2문)
- 웨펀 에이블 대잠로켓발사기 2기
- 533mm 어뢰발사관 4문
- 대잠폭뢰 트랙 1기